# Louisa Matthíasdóttir
Louisa Matthíasdóttir (20 de febrero de 1917-26 de febrero de 2000) fue una pintora islandesa-estadounidense.

## Biografía
Matthíasdóttir nació en Reikiavik. Entre 1925 y 1937 vivió en la famosa casa Höfði donde residía su familia. Mostró sus habilidades artísticas a una edad muy temprana, y estudió primero en Dinamarca y después con Marcel Gromaire en París. Sus primeras pinturas, de finales de 1930, la consagraron como una figura destacada en la comunidad vanguardista islandesa (cuyos miembros se reunían en una casa en Reykjavík llamada Unuhús). En estas obras, los temas aparecen pintados con un pincel ancho, enfatizando las formas geométricas. Según Louisa, "fue en esta época cuando comencé a pintar mis cuadros en una sesión ininterrumpida". Estas pinturas ya muestran en gran parte el carácter de su obra posterior, si bien tienen un color más apagado.
En 1842 se trasladó a Nueva York donde estudió con Hans Hofmann y con otros pintores, incluidos Robert De Niro, Sr. (padre del actor) y Jane Freilicher. En 1944 se casó con el pintor Leland Bell, con quien mantuvo una relación de apoyo mutuo hasta la muerte de este en 1991. En 1945 nació su hija Temma.
A mediados de la década de los cuarenta, Louisa y Bell conocieron a Jean Hélion, cuyo estilo figurativo pudo haber influido en el uso que Louisa hace del contorno en algunas de sus pinturas de esta época, como Leland y Temma (1948). La primera exposición individual de Louisa tuvo lugar en la Jane Street Gallery de Nueva York en 1948. Louisa, Bell y Temma visitaron París entre 1951 y 1952, donde se reunían con frecuencia con Hélion, quien les presentó a Alberto Giacometti y Balthus.
Mientras en la década de los cincuenta introdujo un estilo pictórico de pequeñas pinceladas gestuales y gradaciones tonales, durante la década siguiente abandonó gradualmente la tonalidad y su estilo se caracterizó por una ejecución enérgica con amplias zonas de color directo.
Las obras de las últimas tres décadas incluyen paisajes islandeses, una serie de autorretratos y  bodegones. Los paisajes  son a menudo representaciones estilizadas de caballos y ovejas islandesas. Fue ciudadana islandesa toda su vida, y las características físicas de su tierra natal influyeron en su audaz tratamiento de la forma y la claridad de la luz. El poeta John Ashbery describió este resultado como el "sabor, a la vez suave y astringente, que ningún otro pintor nos proporciona".
En 1996, fue galardonada con el  American-Scandinavian Foundation's Cultural Award, y en 1998 pasó a ser miembro de la Academia Estadounidense de las Artes y las Letras. Murió en Delhi, Nueva York, en 2000. Su obra está representada en numerosas colecciones públicas, como el Museo Hirshhorm y Jardín de Esculturas  de Washington D. C., el Instituto de Arte de Chicago y el Museo de Arte de Reikiavik.

## Exposición
- 2011: De Unuhús a West 8th Street en Kjarvalstaðir, Museo de Arte de Reykjavík